# Georgenhof (Feuchtwangen)
Georgenhof ist ein Gemeindeteil der Stadt Feuchtwangen im Landkreis Ansbach (Mittelfranken, Bayern). Georgenhof liegt in der Gemarkung Banzenweiler.

## Geographie
Die Einöde liegt am Westufer der Sulzach. Der Ransbach mündet unmittelbar nordöstlich des Ortes als rechter Zufluss in die Sulzach. Eine Gemeindeverbindungsstraße führt nach Oberrothmühle (0,2 km östlich) bzw. die Bundesstraße 25 kreuzend nach Weiler am See (0,6 km westlich).

## Geschichte
Seit dem 15. Jahrhundert ist der Ort unter diesen Namen bezeugt. Benannt wurde er nach dem Familiennamen der damaligen Besitzer. Ob der Hof mit 1372 genanntem Soldenhus identisch ist, kann nicht sicher geklärt werden.
Georgenhof lag im Fraischbezirk des ansbachischen Oberamtes Feuchtwangen. Grundherr des Hofes war das Stiftsverwalteramt Feuchtwangen. An den Verhältnissen änderte sich bis zum Ende des Alten Reiches nichts. Von 1797 bis 1808 unterstand der Ort dem Justiz- und Kammeramt Feuchtwangen.
Mit dem Gemeindeedikt (frühes 19. Jahrhundert) wurde Georgenhof dem Steuerdistrikt Breitenau und der Ruralgemeinde Banzenweiler zugeordnet. Im Zuge der Gebietsreform in Bayern wurde Georgenhof am 1. Juli 1971 nach Feuchtwangen eingemeindet.

## Einwohnerentwicklung
| Jahr      | 001818 | 001840 | 001861 | 001871 | 001885 | 001900 | 001925 | 001950 | 001961 | 001970 | 001987 |
| Einwohner | 17     | 8      | 25     | 19     | 20     | 17     | 19     | 23     | 18     | 14     | 8      |
| Häuser    | 2      | 2      |        |        | 2      | 2      | 2      | 2      | 2      |        | 2      |
| Quelle    | [ 11 ] | [ 12 ] | [ 13 ] | [ 14 ] | [ 15 ] | [ 16 ] | [ 17 ] | [ 18 ] | [ 19 ] | [ 20 ] | [ 1 ]  |

## Religion
Der Ort ist seit der Reformation evangelisch-lutherisch geprägt und bis heute nach St. Johannis (Feuchtwangen) gepfarrt. Die Einwohner römisch-katholischer Konfession sind nach St. Ulrich und Afra (Feuchtwangen) gepfarrt.

## Persönlichkeiten
- Johann Georg von Soldner (1776–1833), Physiker, Mathematiker, Astronom und Geodät